# Lioudmila Alexeïeva
Pour les articles homonymes, voir Alexeïeva.
Lioudmila Mikhaïlovna Alexeïeva (russe : Людми́ла Миха́йловна Алексе́ева), née le 20 juillet 1927 à Eupatoria en Crimée et morte le 8 décembre 2018 à Moscou (Russie), est une historienne soviétique puis apatride et enfin américaine et russe, et une dissidente et militante des droits de l'homme, membre fondatrice du groupe Helsinki de Moscou, elle était l'une des dernières dissidentes soviétiques à être encore en activité en Russie.

## Biographie

### En URSS
Lioudmila Alexeïeva est née à Eupatoria en Crimée. Elle suit une formation d'archéologue et est diplômée du département d'Histoire de l'université d'État de Moscou en 1950. Elle étudie ensuite à l'Institut d'économie et de statistiques de Moscou, en 1956. Elle rejoint le Parti Communiste en 1952. Entre 1959 et 1968, elle est éditrice à la section d'ethnographie et d'archéologie de la maison d'édition "Science".
Les idées politiques de Lioudmila Alexeïeva sont significativement affectées par l'assouplissement du régime sous l'ère Khrouchtchev. Elle appartient à un groupe de personnes, pour la plupart issues des milieux intellectuels , qui forme au cours des années 1960 un groupe d'opposants au régime.
En 1966, Lioudmila Alexeïeva fait campagne pour défendre Andreï Siniavski et Iouli Daniel, deux écrivains arrêtés et jugés à cause de la publication de leurs œuvres à l'étranger. À la fin des années 1960, elle signe des pétitions pour la défense des dissidents qui ont été poursuivis par les autorités soviétiques, notamment Alexandre Ginsburg et Iouri Galanskov.
En avril 1968, Lioudmila Alexeïeva est expulsée du Parti Communiste et congédiée de son poste dans l'édition. Néanmoins, elle continue ses activités, étant militante pour la défense des droits humains. Entre 1968 et 1972, elle est dactylographe, de manière clandestine, pour la première publication d'opposition nommée Chronique des événements en cours, consacrée aux violations des droits de l'homme en URSS.
Entre 1970 et 1977, elle travaille à l'Institut d'Information sur les Sciences Sociales, affilié à l'Académie des Sciences de l'URSS. Désabusée par l'idéologie soviétique, Lioudmila Alexeïeva décide de ne pas soutenir sa thèse et abandonne sa carrière de chercheuse.
En 1976, elle est l'une des fondatrices du Groupe Helsinki de Moscou. En tant que membre, elle participe à l'élaboration d'un certain nombre de documents émis par le groupe. Elle doit aussi éditer clandestinement et cacher ces publications.

### Émigration
En février 1977, Lioudmila Alexeïeva et sa famille sont obligées de quitter l'URSS, et s'installent aux États-Unis. Elle y poursuit ses activités sur les droits humains, devenant une représentante à l'étranger du Groupe Helsinki de Moscou. Elle écrit régulièrement sur le mouvement de dissidence soviétique, à la fois en anglais et en russe. En 1985, elle publie la première monographie exhaustive sur l'histoire de cette dissidence, intitulée Soviet Dissent, publié aux Wesleyan University Press. Lioudmila Alexeïeva devient aussi journaliste indépendante à Radio Liberty, et anime le segment en russe de Voice of America. En 1990, elle publie The Thaw Generation, une autobiographie dans laquelle elle décrit la formation du mouvement de dissidence soviétique. L'ouvrage est co-écrit avec Paul Goldberg.

### Retour en Russie
En 1989, Lioudmila Alexeïeva rejoint à nouveau le Groupe Helsinki de Moscou, relancé après sa dissolution en 1981. En 1993, après la dislocation de l'Union soviétique, elle revient en Russie, et devient présidente du Groupe en 1996. En 2000, Lioudmila Alexeïeva rejoint une commission mise en place pour conseiller le président de la fédération de Russie, Vladimir Poutine, sur les questions de droits humains, un choix qui entraîne des critiques de certains autres militants des droits de l'homme en Russie.
En décembre 2004, Lioudmila Alexeïeva cofonde et copréside avec Garry Kasparov et Georgy Satarov (en) le Congrès civique russe, qu'elle quitte après désaccords en janvier 2008. Par la suite, elle cofonde le Réseau civique russe avec Satarov. En février 2009, elle rejoint le Conseil présidentiel russe pour les droits humains et la société civile auprès du président de la fédération de Russie.
Elle est critique à l'encontre du Kremlin en matière de droits humains. Elle accuse le gouvernement de nombreuses violations des droits humains, notamment la régulière interdiction de réunions et manifestations non-violentes, l'encouragement des mouvements extrémistes par le biais de politiques nationalistes, tels que les déportations de Géorgiens en 2006 et les raids de la police à l'encontre des étrangers qui travaillent dans les marchés. Elle également la politique menée en Ingouchie et souligne les risques de l'augmentation de la violence qui peut se propager selon elle dans toute la fédération. En 2006, elle est accusée par les autorités russes de contacts avec les services anglais, et reçoit des menaces de groupes nationalistes.

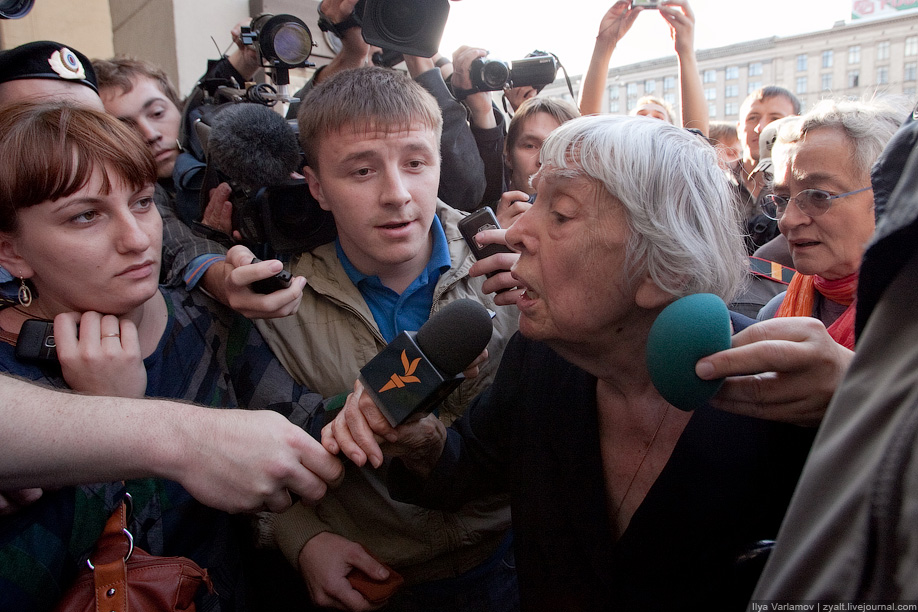
Lyudmila Alexeyeva lors des manifestations du mouvement Stratégie-31 du 31 août 2009.

À partir du 31 août 2009, Lioudmila Alexeïeva participe activement à Stratégie-31, qui milite pour la défense de l'article 31 de la Constitution de la fédération de Russie, portant sur la liberté de réunion. En décembre 2009, lors d'une tentative de manifestation, Alexeïeva est arrêtée par les forces anti-émeute (OMON), avec des dizaines d'autres militants. Cet événement provoque une forte réaction en Russie et à l'étranger. Jerzy Buzek, président du Parlement européen, se dit « profondément déçu et choqué » de ce traitement par les forces de l'ordre. Le Conseil de sécurité nationale des États-Unis d'Amérique exprime « sa consternation » concernant les détentions qui ont suivi. Le New York Times publie un article en première page sur cet événement.
En mars 2010, Lioudmila Alexeïeva est agressée en direct à la télévision dans la station de métro Park koultoury par un homme alors qu'elle est en train de rendre hommage aux victimes des attentats du 29 mars 2010 dans le métro de Moscou. Elle est décrite comme une ennemie de la Russie par le mouvement nationaliste pro-Poutine Nachi,.
Le 22 juin 2012, elle annonce sa démission à Mikhaïl Fedotov, président du Conseil présidentiel russe pour les droits humains et la société civile. Selon elle, la nouvelle méthode d'élection des membres du Conseil par vote électronique demandée par Vladimir Poutine vise à détruire le conseil en tant qu'organisation de défense des droits de l'homme opérationnelle. Peu après,d'autres personnes actives  membres du conseil   démissionnent également.
Elle meurt à Moscou le 8 décembre 2018. « C'est une énorme perte pour l'ensemble du mouvement des droits de l'homme en Russie » déclare  Mikhaïl Fedotov.

## Prix et récompenses
Lioudmila Alexeïeva a reçu plusieurs prix et distinctions pour ses activités en faveur des droits de l'homme :
- 2004 — Prix Olof-Palme
- 2005 — Personne de l'Année. Prix de la Fédération des Communautés Juives de Russie[19]
- 2007 — Ordre national de la Légion d'honneur
- 2008 — Ordre du Grand-Duc Gediminas
- 2009 — Ordre du Mérite de la République fédérale d'Allemagne
- 2009 — Prix Sakharov[20]
- 2012 — Ordre de la Croix de Terra Mariana, 3e classe[21]
- 2015 — Prix des droits de l'homme Václav-Havel[22]
- 2017 — Prix d'État de la fédération de Russie[23].